# Cheirogaleus crossleyi
Cheirogaleus crossleyi is een nachtactieve dwergmaki (Cheirogaleidae) en is endemisch op Madagaskar. De wetenschappelijke naam van de soort werd voor het eerst geldig gepubliceerd door Alfred Grandidier in 1870.

## Taxonomie
De wetenschappelijke naam van de soort werd voor het eerst geldig gepubliceerd door Alfred Grandidier in 1870. De soort is genoemd naar de ontdekkingsreiziger Crossley, die exemplaren van de soort in Madagaskar had verzameld.

## Kenmerken
De kop-romplengte van een volwassen exemplaar is 22 tot 26 centimeter en de staartlengte is 21 tot 27 centimeter. De totale lengte is dus 43 tot 53 centimeter. Geschat wordt dat Cheirogaleus crossleyi een maximum gewicht bereikt van 500 gram als hij zijn winterslaap begint. Tijdens de winterslaap bereikt het een geschat minimum gewicht van 250 gram.
De vacht is roodbruin aan de bovenzijde en grijswit tot gebroken wit aan de onderzijde. Het gezicht en voorhoofd zijn rossig geel en het heeft donkere ringen om de ogen. De oren zijn aan de binnen- en de buitenkant bedekt met donkere vacht. Cheirogaleus crossleyi verschilt van de grote katmaki (C. Major) door een rodere kleur, donkerdere ringen rond de ogen en een meer afgeplatte neusbrug.

## Gedrag
Over het gedrag van Cheirogaleus crossleyi is slechts weinig bekend. Onderzoekers veronderstellen dat het ongeveer overeenkomt met het gedrag van de grote katmaki.

## Verspreiding en leefgebied
De soort komt voor in regenwouden in het noorden en oosten van Madagaskar, tot een hoogte van 1.800 meter boven de zeespiegel. Hij komt ook voor in de nationale parken Zahamena en Andasibe Mantadia. Het leefgebied en de populatieaantallen nemen gestaag af over het hele verspreidingsgebied. Hierom is de status van Cheirogaleus crossleyi geklasseerd als 'kwetsbaar' op de Rode Lijst van de IUCN.